# Шарнево (селище)
Шарнево (біл. Шарнева) — селище в складі Крупського району Мінської області, Білорусь. Селище підпорядковане Костричницькій сільській раді, розташоване в східній частині області.
Рішенням Мінської обласної ради депутатів від 28 травня 2013 року, щодо змін адміністративно-територіального устрою Мінської області, селище Шарнево, уже колишньої Обчугської сільської ради, підпорядковане Костричницькій сільській раді.